# Cistecephalus-faunazone
| Stratigrafie van de Karoosupergroep | Stratigrafie van de Karoosupergroep | Stratigrafie van de Karoosupergroep | Stratigrafie van de Karoosupergroep | Stratigrafie van de Karoosupergroep |
| Periode                             | Groep                               | Formatie ten westen van 24°O        | Formatie ten oosten van 24°O        | Faunazone                           |
| ----------------------------------- | ----------------------------------- | ----------------------------------- | ----------------------------------- | ----------------------------------- |
| Jura                                | Drakensberg                         | Hiatus                              | Drakensberg                         |                                     |
| Jura                                | Stormberg                           | Hiatus                              | Clarens                             |                                     |
| Trias                               | Stormberg                           | Hiatus                              | Elliot                              |                                     |
| Trias                               | Stormberg                           | Hiatus                              | Molteno                             |                                     |
| Trias                               | Beaufort                            | Hiatus                              |                                     |                                     |
| Trias                               | Burgersdorp                         | Hiatus                              | Cynognathus                         |                                     |
| Trias                               | Katberg                             | Hiatus                              | Lystrosaurus                        |                                     |
| Trias                               | Balfour                             | Hiatus                              |                                     |                                     |
| Perm                                | Daptocephalus                       | Hiatus                              |                                     |                                     |
| Perm                                | Teekloof                            |                                     |                                     |                                     |
| Perm                                | Cistecephalus                       |                                     |                                     |                                     |
| Perm                                | Middleton                           |                                     |                                     |                                     |
| Perm                                | Endothiodon                         |                                     |                                     |                                     |
| Perm                                |                                     |                                     |                                     |                                     |
| Perm                                | Abrahams-Kraal                      | Koonap                              | Tapinocephalus                      |                                     |
| Perm                                | Abrahams-Kraal                      | Koonap                              |                                     |                                     |
| Perm                                | Abrahams-Kraal                      | Koonap                              | Eodicynodon                         |                                     |
| Perm                                | Ecca                                | Waterford                           | Waterford                           |                                     |
| Perm                                | Ecca                                | Tierberg / Fort Brown               | Fort Brown                          |                                     |
| Perm                                | Ecca                                | Laingsburg / Ripon                  | Ripon                               |                                     |
| Perm                                | Ecca                                | Collingham                          | Collingham                          |                                     |
| Perm                                | Ecca                                | White Hill                          | White Hill                          |                                     |
| Perm                                | Ecca                                | Prince Albert                       | Prince Albert                       |                                     |
| Carboon                             | Dwyka                               | Elandsvlei                          | Elandsvlei                          |                                     |

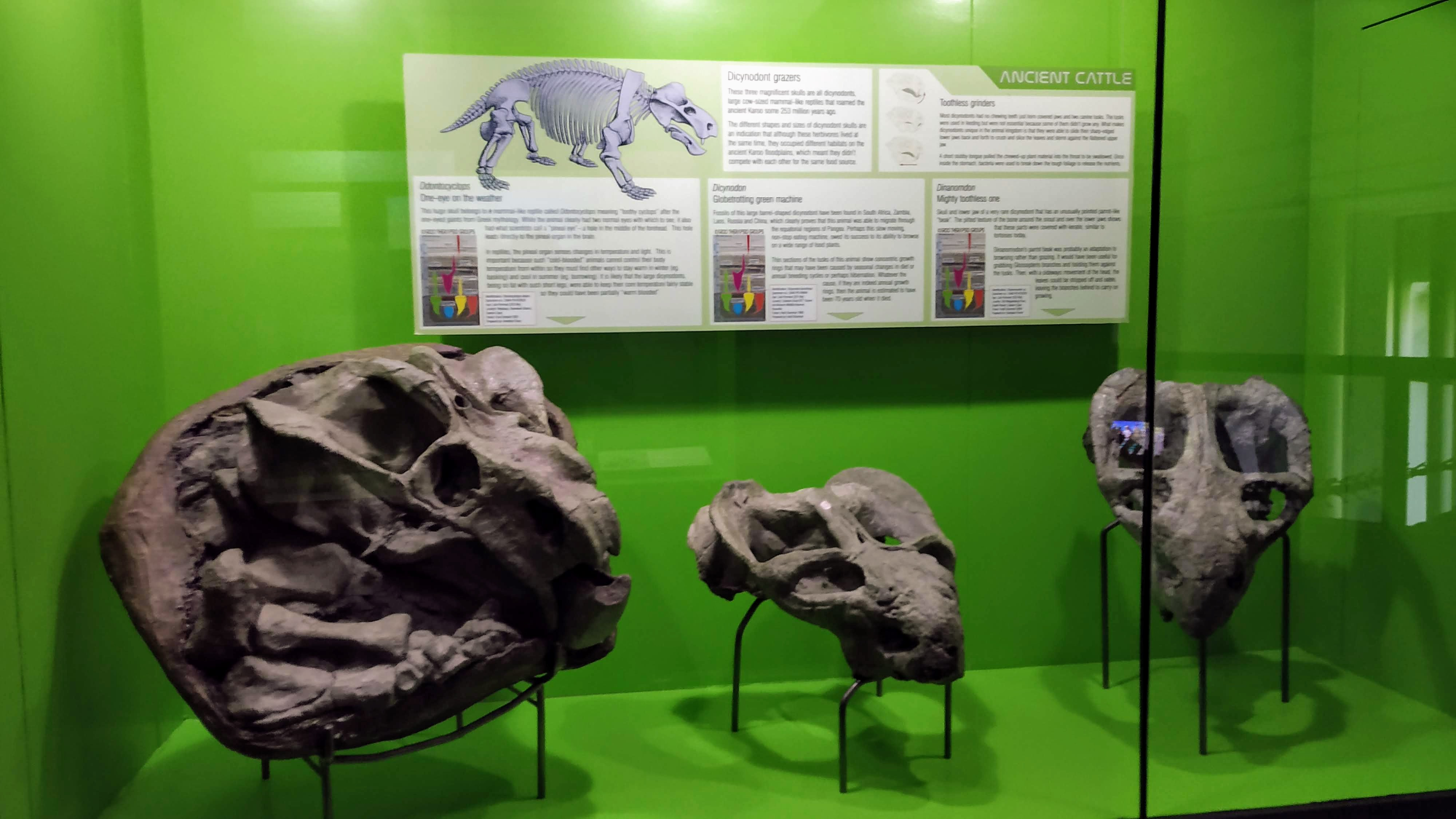
Fossielen van de dicynodonten Dinanomodon, Odontocyclops en Dicynodon in het Iziko South African Museum.

De Cistecephalus-faunazone is een onderdeel van de Beaufortgroep met fossielen uit het Laat-Perm. 

## Ouderdom
De Cistecephalus-faunazone dateert uit het Midden-Wuchiapingien (256,8-255,2 miljoen jaar geleden). 

## Fauna
Deze zone heeft de grootste diversiteit aan gorgonopsiërs, therocephaliërs en dicynodonten van de gehele Beaufortgroep. Meer dan twintig geslachten van gorgonopsiërs zijn bekend uit de Cistecephalus-faunazone, waaronder Gorgonops en Lycaenops. Tot de therocephaliërs uit de Cistecephalus-faunazone behoort de giftige Euchambersia. De algemeenste dicynodonten uit deze zone zijn Aulacephalodon (meer dan zeventig fossielen), Cistecephalus (meer dan tweehonderd fossielen), Dicynodon (meer dan zeventig fossielen), Diictodon (meer dan vijftig fossielen) en Oudenodon (meer dan tweehonderd fossielen). Overige dieren uit de Cistecephalus-faunazone zijn de pareiasauriërs zoals Pareiasaurus en Pareiasuchus, het reptiel Youngina en het amfibie Rhinesuchus.  